# Natalia Berbelagua
Natalia Berbelagua Pastene (Santiago, 13 de marzo de 1985) es una escritora, artista visual y guionista chilena. Debutó con Valporno, libro publicado en 2011, que fue alabado por Nicanor Parra y la Premio Nacional Diamela Eltit.

## Biografía
Natalia Berbelagua Pastene nació el 13 de marzo de 1985 en la ciudad de Santiago de Chile. Su infancia toma lugar en una antigua casa cercana al Instituto Psiquiátrico Dr. José Horwitz Barak, entre el Hipódromo de Chile y Cementerio General, estos tres lugares influenciaron significativamente en su escritura. Ha señalado en entrevistas, que ahí se encuentra el inconsciente de la capital. 
Hija de Mónica Pastene, agente de viajes, crece junto a su familia materna. La mayoría de ellos son odontólogos, laboratoristas dentales y mujeres con habilidades mediúmnicas. Se matricula en la carrera de Castellano  el año 2003,  pero decide abandonarla para dedicarse a escribir. Comienza a publicar bajo el seudónimo de “Alice Antoine”, en el laboratorio poético de la revista digital “La gran Arcada”. Posteriormente crea el blog “Erótica del Puerto”, sitio donde comparte experimentos literarios y sociales, que mantiene hasta el año 2011 cuando publica su primer libro, “Valporno.” Después de esa primera publicación, que causó gran revuelo en la literatura y en la prensa nacional, publica  libros en diferentes géneros, hecho que marca su estilo y su carrera literaria, al experimentar con distintos formatos e híbridos. Cuenta con obras de poesía, novela, cuento, diario. En las artes visuales ha explorado el collage y el arte textil.

## Biografía editorial
Tras unos meses del lanzamiento del libro Valporno este fue el más vendido en la “Feria del Libro de Viña del Mar (2012) Archivado el 19 de julio de 2018 en Wayback Machine.”, lo que causó alto revuelo entre los lectores de la época, calificándolo de pornográfico e irreverente. Esta publicación cuenta con más de siete ediciones en Chile, ampliamente cubierto por la prensa y estudiado en diferentes universidades del mundo. La novela inédita “La comunidad del azote” ganó la beca “Fondo de Fomento del Libro y la Lectura” (línea de creación literaria) en la categoría de “novela” otorgada por el Consejo Nacional de la Cultura y las Artes de Chile en 2015. A raíz de su éxito, “Valporno” fue traducido al italiano por Edicola Editores en el año 2016. 
El 2013 decide dar un paso más allá y publica el libro "La Bella Muerte". Un conjunto de relatos que ahonda en otros temas tabú para la sociedad chilena en clave distinta a su primer libro. El 2015 publicó el texto autobiográfico "Domingo", por la editorial Libros Tadeys, que fue publicado en España el 2020 por editorial Raspabook donde comienza a explorar el género de la literatura autobiográfica. En tanto, el 2016 sale a la luz el poemario "La marca blanca en el piso de un cuerpo baleado" por Ajiaco Ediciones, donde aborda el conflicto con el padre. El 2019 publica la novela" Hija Natural" por editorial Planeta Emecé donde en clave narrativa profundiza en las imágenes de su poemario anterior. El 2020 fue el turno de "Manual de autobiografía" donde resume parte de su trabajo autobiográfico y enseña sus técnicas de escritura de sus talleres literarios que da por más de diez años. El 2021 publicó su segundo poemario, con estética visual, llamado "Manual de entrenamiento metafísico del ejército femenino" que aborda el delirio de una mujer que en los años ochenta entra a la milicia por un conflicto amoroso. El 2021 publica su novela de Psicoficción "Fíbula", ganadora de la beca de creación literaria en novela inédita del Ministerio de la cultura, las artes y el patrimonio. En ella explora los límites del lenguaje, lo onírico y la ruina, organizando una distopía poética.
Desde el año 2012 la autora realiza talleres de escritura de narrativa autobiográfica y erótica. Durante el año 2014 participó como guionista del área dramática nocturna de Televisión Nacional de Chile.En los últimos años ha explorado en las Artes visuales con trabajos principalmente en collage y ensamblaje.

## Valporno
Valporno tuvo su fecha de publicación el año 2011, no obstante, tenía la atracción de la prensa antes de que fuese lanzado al mercado. Este libro de relatos nace, según las palabras de su autora, desde imaginar qué ocurre en la intimidad de la clase media chilena y el hiper detalle de situaciones cotidianas y las perversiones ocultas de los ciudadanos. Este libro comenzó a escribirse cuando la autora trabajaba en un Laboratorio Clínico, y los primeros textos fueron publicados en su Blog, llamado Valporno: erótica del puerto. 
Durante la Edición 30° de la Feria del Libro de Viña del Mar, el año 2012, fue el libro más vendido, causando un gran revuelo por la forma tan característica en que se aborda el sexo. Dicho libro tuvo un lanzamiento escandaloso donde un hombre que intentó golpearla al bajar del escenario, recibió muchos comentarios que lo tildaron de obsceno, tanto así, que algunas personas pedían la devolución del dinero en las librerías. Provocó desmanes, fue censurado en una Feria del libro, asaltaron una librería y robaron todos sus ejemplares. El libro volvió a ser editado durante el año 2014 e incluye tres nuevos cuentos en su edición anterior, titulados: Diez amantes, Laboratorio y Postales de Valporno, mencionando, además, que el año 2017 tiene una nueva reedición aumentada y corregida con la Editorial Libros Tadeys, donde se agregan dos cuentos más. 
Valporno fue traducido al Italiano, para finalmente en mayo del año 2016, ser publicado en Italia por Edicola Ediciones.
Lorenzo Mazzoni, reconocido escritor florentino, autor de cinco libros, señala que “Valporno, (…) las historias que conforman el volumen de la joven y valiente escritora chilena son episodios alcohólicos fortalecidos por el grupo y el látigo para vengar el género femenino, chicas aburridas que conceden los deseos de extraños desconocidos, ninfómanas inventivas de objetos obsesivos de deseo. A través de un morboso gusto por lo obsceno y una ironía feroz y grotesca, las historias que componen la colección tienen éxito en su intento: denunciar la violencia que se esconde en las relaciones humanas”.Diamela Eltit, escritora chilena,  Premio Nacional de Literatura y creadora de grandes obras tales como Lumpérica (1983), Por la patria (1986), El cuarto mundo (1988), El Padre Mío (1989), Vaca sagrada (1991) y Los vigilantes (1994). Además, premiada con grandes becas y galardones a nivel nacional e internacional, tuvo grandes palabras para Natalia Berbelagua en su columna relativa a la escritura de mujeres en Chile: “Pero este recorrido por los nombres quedaría demasiado incompleto si no considerara a la escritora emergente Natalia Berbelagua porque su trabajo literario me parece muy propositivo, singular y, especialmente, arriesgado. Una escritora que, a mi parecer, abre un campo para la ironía, la crueldad y la ferocidad social como alucinante posibilidad de resistencia.”
El escritor, periodista y editor Patricio Jara señaló en el diario La tercera lo siguiente: "En la narrativa de escritoras chilenas contemporáneas cuesta encontrar historias tan alejadas de la pesadumbre de género (...) La autora elabora, como en las novelas de Virginie Despentes, Jane Owen o en las mejores películas de John Waters, una sátira brutal.
El Premio Cervantes Nicanor Parra, señaló en una entrevista para el diario El País de España: "Los cuentos son tan pornográficos como buenos". También la escritora feminista Pía Barros, autora del prólogo de la primera edición, se refirió al libro: "En estos textos no hay héroes ni heroínas, apenas sobrevivientes doloridos y cansados del desacierto de vivir. Saltamos de una historia a otra con la ansiedad de quien mira por el ojo de una cerradura prohibida, buscando Santiago o Valparaíso en sus escenarios, sin importar realmente, porque estos textos sólo pueden ser urbanos, sólo son posibles en la ciudad, estas parejas o relaciones excitantes o apáticas tienen esa cáscara de las ciudades que se fagocitan a sí mismas en cada esquina. Esta es una prosa de la que no hay que alejarse, su autora tiene la vitalidad y la seducción propia de quienes nacieron para abrir los ojos a los demás, desmesurados".
Así mismo el crítico peruano Julio Ortega señaló: "Una escritura fresca, audaz e inteligente, que resuelve con buen gusto situaciones límites de la comedia sentimental contemporánea. Concuerdo con Pía Barros en que nos deja los ojos desmesurados, pero añado, sin abandonar una sonrisa de complicidad, que son cuentos que se leen como la memoria anticipada de "la batalla de los sexos", en este siglo XXI, pero sin vencidos, solo con lecciones aprendidas con irreverencia ya no patética sino irónica".

## Obras
- Valporno, libro de cuentos, 108 páginas, Editorial Emergencia Narrativa. 2011; Versión aumentada Editorial Libros Tadeys. 2017
- La Bella Muerte, libro de cuentos, 111 páginas, Editorial Emergencia Narrativa. 2013;
- Domingo, novela, Editorial Libros Tadeys 2015
- La marca blanca en el piso de un cuerpo baleado Libro de poemas, Ajiaco ediciones. 2016;
- Valporno, libro de cuentos, traducción al italiano, Edicola ediciones. 2016;
- Hija natural Novela, Planeta Emecé. 2019;
- Domingo Novela, edición española Editorial Raspabook, 2020;
- Manual de autobiografía Libro ensayo, autopublicación, 2020;
- Manual de entrenamiento metafísico del ejército femenino Poesía, Aguarosa Ediciones, 2021;
- "Fíbula" novela de psicoficción, Aguarosa Ediciones, 2021;
- "La comunidad del azote" novela, Aguarosa Ediciones, 2022;
- "Correspondencia francesa" libro de artista, 2023;
- "El sueño del marido propio" novela, Aguarosa Ediciones, 2023
- "Independencia" novela, Editorial Kindberg, 2024;

## Antologías
- ¡Las súplicas que nadie oyó!. ¡Basta! 100 mujeres contra la Violencia de género, Editorial Asterión. Editado y prologado por Pía Barros, segunda edición. Traducido al inglés por Martha Manier. 2011;
- La casa Nueva CL Fronteras, Editorial Universidad Alberto Hurtado, coeditado en México por la Universidad Iberoamericana. 2012;
- Olvido, Antología de cuentos ganadores del Concurso Literario Stella Corvalán. 2014;
- Las Piernas de Manuel, We rock 8 historias rápidas y pesadas, Ediciones B. 2014;
- El arte de las Sonrisas, Antología personal Suburbano Ediciones, Miami, EE. UU. 2016;
- The origin of my words of stone, Dostoyevsky Wannabe, Manchester. 2019;